# رنه ماران
رنه ماران (فرانسوی: René Maran‎؛ ۸ نوامبر سال ۱۸۸۷فور-دو-فرانس، مارتینیک – ۹ مارس ۱۹۶۰ پاریس) یک شاعر و رمان‌نویس گویانی فرانسوی بود. او اولین نویسنده رنگین‌پوستی است که برنده جایزه گنکور (سال ۱۹۲۱) شد.